# Bernard-Marie Koltès
Bernard-Marie Koltès, francoski pisatelj in dramatik, * 1948, Metz, Francija, † 1989, Pariz. 

## Življenjepis
Francoski dramatik in pisatelj velja za enega poglavitnih avtorjev sodobne svetovne dramatike in za kultnega avtorja francoskega in evropskega gledališča osemdesetih let XX. stoletja.  
Svoje prvo dramsko besedilo Bridkosti je napisal leta 1970. Do leta 1977 je imel za seboj že osem dramskih besedil in roman, vendar v tem času nobeno od besedil ni bilo objavljeno, redke uprizoritve pa niso naletela na pozitiven kritiški odziv. Priznanje kritikov in občinstva je doživel šele leta 1983 z uprizoritvijo dela Spopad črnca s psi v režiji Patrica Chereauja. 
Na slovenskih odrih so bila uprizorjena njegova poglavitna besedila: 
Zahodni privez (prevod Aleš Berger), Roberto Zucco (prevod Jana Pavlič) in V samoti bombaževih polj (prevod Jana Pavlič in Suzana Koncut).